# Mitotichthys semistriatus
Mitotichthys semistriatus är en fiskart som först beskrevs av Johann Jakob Kaup 1856.  Mitotichthys semistriatus ingår i släktet Mitotichthys och familjen kantnålsfiskar. Inga underarter finns listade i Catalogue of Life.